# Francesco Tamagno
Francesco Tamagno, född 28 december 1850, Turin, död 31 augusti 1905, var en italiensk tenor, främst känd för tolkningar av roller av Verdi. 
Tamagno debuterade i Maskeradbalen av Verdi, 1874. Tre år senare gjorde han debut på La Scala. Han räknas som en av de främsta dramatiska tenorerna av sin tid. År 1887 skräddarsydde Verdi rollen Otello för Tamagno. Verdi var en god vän till Tamagno. Tamagno sjöng främst sådana roller som Aida, Trubaduren, och flera av Verdis roller. Tamagnos karriär förstördes av hjärtproblem omkring sekelskiftet, men ännu inte rösten som var smidig och fin även vid Tamagnos inspelningar åren 1903–1904. 

## Inspelningar
Tamagno gjorde omkring 20 olika inspelningar, men med många tagningar, vilka flera av är bevarade , höjdtonerna sitter och är inte transponerade. Alla inspelningar är ackompanjerade av piano. 
- Trubaduren: Deserto sulla terra
- Trubaduren: Di Quella Pira (Strettan)
- Andrea Chenier: Un Di All'azzuro Spazio
- Otello: Esultate
- Otello: Ora E Per Sempre Addio
- Otello: Si, pel ciel (outgiven)
- Otello: Niun mi tema